# Aceite de la Alcarria

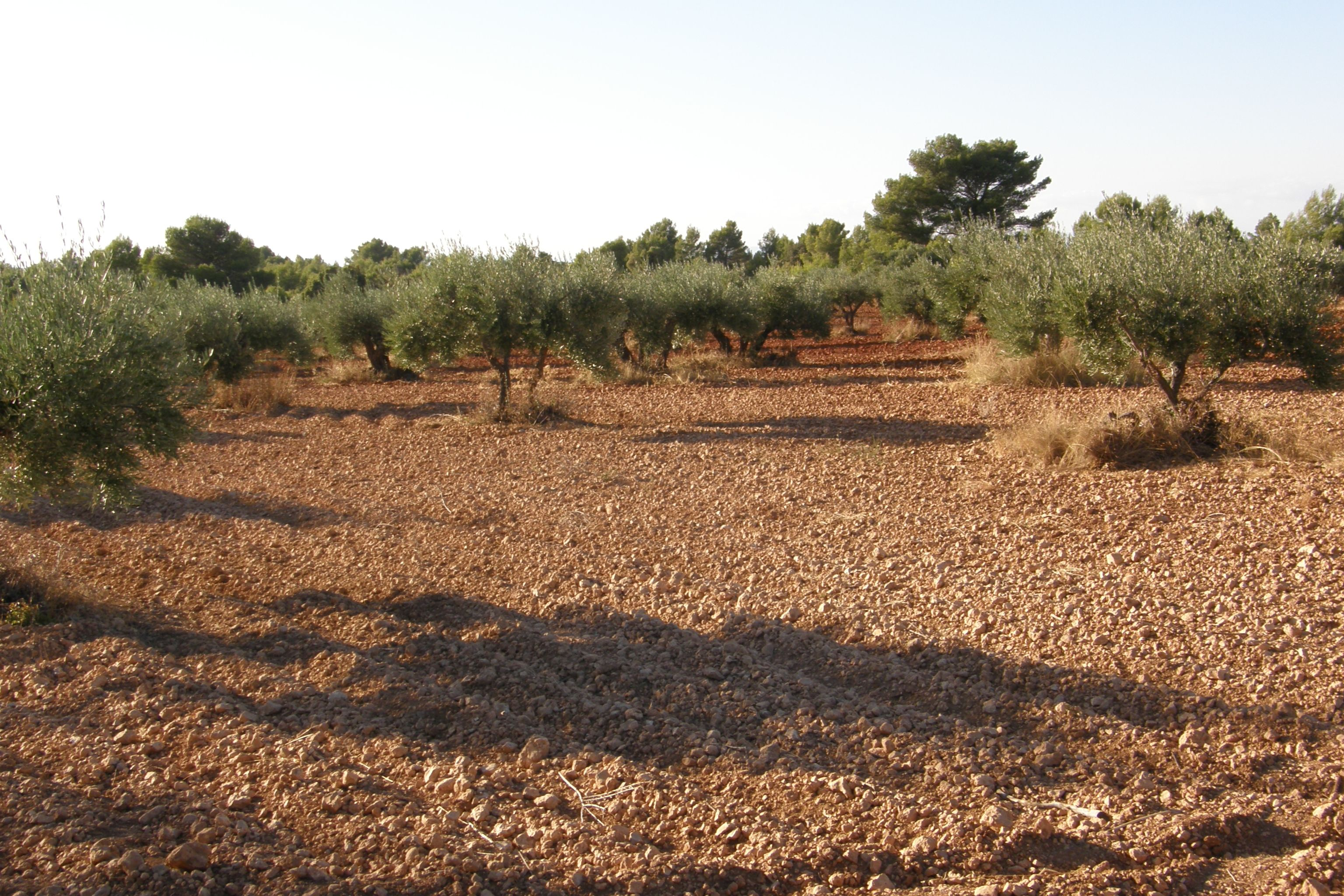
Olivar en Valfermoso de Tajuña.

Aceite de la Alcarria es una denominación de origen protegida para los aceites de oliva vírgenes extra producidos en la comarca española de la Alcarria, que, reuniendo las características definidas en su reglamento, hayan cumplido con todos los requisitos exigidos en el mismo. Están asociadas seis almazaras productoras que explotan olivares de 95 municipios de la provincia de Guadalajara y de 42 de la provincia de Cuenca.

## Características

### Aceituna
La elaboración de los aceites protegidos por la denominación de origen Aceite de la Alcarria se realiza con aceitunas procedentes exclusivamente de la variedad castellana, también conocida como verdeja, que presentan un índice de madurez entre 3 y 6.

### Aceite
Para definir las cualidades propias del aceite de la Alcarria, se tienen en cuenta tanto el suelo, predominantemente calizo y margoso, como el clima de la comarca, predominantemente mediterráneo continentalizado, además de la variedad de la aceituna, ya que influyen de forma directa y decisiva en la calidad del aceite obtenido.
Por su composición y por la relación de ácidos grasos insaturados y saturados, se trata de un aceite muy equilibrado. La relación entre ácido oleico y ácido linoleico está ligada a sus particulares características organolépticas; de la misma forma que el coeficiente de insaturación, es decir, la relación entre ácido oleico y los ácidos grasos poliinsaturados, lo están con la estabilidad de los aceites de aceituna verdeja. El alto contenido en ácido oleico del aceite de la Alcarria le confiere un comportamiento muy saludable para su consumo, tanto en crudo como en frituras.
El equilibrio y la armonía entre fracciones saponificables e inaponificables del aceite de la Alcarria es destacable, dada la gran influencia de las cualidades beneficiosas que aporta su consumo.
La proporción entre el contenido en carotenos y clorofila definen la tonalidad característica de los aceites de la Alcarria. El color predominante es verde limón, más o menos intenso, dependiendo del momento de recolección y del grado de madurez de la aceituna.
Desde el punto de vista organoléptico, los aceites de la alcarria son muy frutados y aromáticos, rotundos en su olor a hoja, en los que se entremezclan sabores a hierba, avellana o plátano, a veces con sabor picante en la boca.
| Acidez                           | Máximo 0,7º                                                    |
| Índice de peróxidos              | Máximo 15                                                      |
| Absorbancia al ultravioleta K270 | Máximo 0,20                                                    |
| Absorbancia al ultravioleta K232 | Máximo 2                                                       |
| Humedad                          | Máximo 0,1 %                                                   |
| Impurezas                        | Máximo 0,1 %                                                   |
| Evaluación organoléptica         | Mediana del defecto Md = 0 Mediana del atributo frutado Mf > 0 |

## Obtención del producto
La densidad del cultivo del olivar alcarreño es una variable que depende tanto del municipio como del agricultor, pero en cualquier caso la densidad media oscila entre los 120 y 180 olivos por hectárea. La práctica totalidad del olivar alcarreño se explota en régimen de secano.
Las técnicas de cultivo son bastante homogéneas en toda la Alcarria. Destaca la modalidad de cultivo tradicional que consiste en dar entre dos y tres pases a la tierra con el cultivador para la eliminación de adventicias. Las malas hierbas y los brotes cercanos al tronco se eliminan manualmente o se tratan con herbicidas. Los olivares de la Alcarria se caracterizan por no ser atacados por grandes plagas y, por tanto, se tratan de manera esporádica.
La recolección de la aceituna se realiza directamente del árbol a través del método del ordeño, el tradicional en la comarca, aunque también se usan otras técnicas como el vareo. Solo se usa para la denominación de origen la aceituna de vuelo y no de suelo, lo que obliga a su separación durante la recolección.
El sistema de transporte es a granel, en cajas, en remolques o en contenedores rígidos de capacidad limitada que eviten el deterioro del producto. No se permite el atrojamiento en el campo, por lo que no pueden pasar más de 24 horas entre la recolección y el almacenamiento en la almazara.
El almacenamiento del aceite se realiza preferiblemente en interior y, exclusivamente, en depósitos troncocónicos de acero inoxidable, trujales o revestidos de resina epoxi o fibra de vidrio, opacos a la luz. Las bodegas y depósitos se acondicionan de modo que la temperatura del aceite en su interior en ningún caso supere los 25 °C.